# Sypna omicronigera
Sypna omicronigera är en fjärilsart som beskrevs av Achille Guenée 1852. Sypna omicronigera ingår i släktet Sypna och familjen nattflyn. Inga underarter finns listade i Catalogue of Life.